# Laticauda saintgironsi
Laticauda saintgironsi es una especie de serpiente venenosa de la familia Elapidae. Esta serpiente marina se distribuye principalmente por la costa del archipiélago de Nueva Caledonia y de las islas de la Lealtad, aunque se han encontrado individuos divagantes en las costas de Nueva Zelanda, India y de las islas Carolinas.
Habitan en aguas poco profundas en arrecifes de coral, aunque visitan con frecuencia tierra firme. Aunque se suelen encontrar en profundidades de 0 a 10 m, pueden llegar a sumergirse hasta los 80 m. Se alimentan de anguilas. Son ovíparas, y las hembras depositan los huevos en tierra. Es común encontrarlas en pequeñas colonias de hasta 30 individuos.
A pesar de su reducida área de distribución cuenta con buenas poblaciones y no se considera en peligro de extinción. Las principales amenazas a su conservación son los desarrollos urbanísticos relacionados con el turismo; y el calentamiento global que puede alterar los patrones de las mareas y causar blanqueamiento del coral.